# 砺波信用金庫
砺波信用金庫（となみしんようきんこ、英語：Tonami Shinkin Bank）は、富山県南砺市に本店を置く信用金庫である。

## 沿革
- 1929年（昭和4年）3月 - 福野町信用組合開業。
- 1945年（昭和20年）4月 - 市街地信用組合改組認可。
- 1950年（昭和25年）4月 - 中小企業等協同組合法による信用協同組合に改組し砺波信用組合と改称。
- 1951年（昭和26年）10月 - 信用金庫法の制定に伴い信用金庫に改組し砺波信用金庫と改称。

## ATMについて
ATMでは、北陸地方3県（富山県・石川県・福井県）内に本店を置く信用金庫（しんきん北陸トライアングルネットワークATMサービス）のカードに限ってATM利用時間内に関わらず入出金手数料が終日無料で利用できるほか、北陸3県以外の信用金庫（しんきんATMゼロネットサービス）のカードでも平日8時45分から18時の入出金・土曜9時から14時の出金に限り手数料が無料で利用できる。